# Rutger Remkes
Rutger Remkes (21 november 1986) is een Nederlandse acteur.

## Achtergrond
Na het behalen van het havo diploma in 2005, studeerde Rutger Remkes tussen 2006 en 2010 aan de toneelacademie Maastricht, (opleiding Theatraal Performer).

## Televisie
- 2018: Goede tijden, slechte tijden – Richard Klinker, 4 afleveringen
- 2014: A'dam - E.V.A. II – Jerom Smit

## Film
- 2018: All You Need Is Love - broer van Boukje
- 2006: Het Zwijgen - Schaapsherder

## Theater
- 2014-2015: Het verhaal van de getallen - (gezelschap Maas, regie: Moniek Merkx)
- 2014: Jesus Is My Homeboy - (gezelschap YoungGangsters, regie: Lotte Bos & Annechien de Vocht)
- 2014: Tango Fight Show - Stephanie Louwrier - (regie: Esther Schouten)
- 2013: The New Rambo Generation - (gezelschap YoungGangsters, regie: Lotte Bos & Annechien de Vocht)
- 2012: NIPT - (gezelschap Laika vzw, regie Sara Millius)
- 2012: Dwars door Maastricht (toneelgroep Maastricht, regie: Jan van Opstal)
- 2012: Hit Rock Bottom - (gezelschap YoungGangsters, regie: Lotte Bos & Annechien de Vocht)
- 2012: Theater in de Klas - (toneelgroep Maastricht, concept/spel: Rutger Remkes & Stephanie Louwrier)
- 2011-2012: Nestel - (gezelschap Tmg LAP vzw, regie Kirsten Prop)
- 2011: When the Shit Hits the Fan - (gezelschap YoungGangsters, regie: Lotte Bos & Annechien de Vocht)
- 2011: Too many Yellow Man - (gezelschap YoungGangsters, regie: Lotte Bos & Annechien de Vocht)
- 2011: Pauvre Lola & El Fuego - (regie: Esther Schouten)
- 2011: Theater in de Klas - (toneelgroep Maastricht, concept/spel: Rutger Remkes & Stephanie Louwrier)
- 2010-2011: Wanna Fight Again - (gezelschap YoungGangsters, Over het IJ Festival, regie Annechien de Vocht, Lotte Bos)
- 2009: Sneeuwduister - (toneelgroep Maastricht, regie: Jan van Opstal)
- 2009: Akimitsu - (gezelschap YoungGangsters, regie: Lotte Bos & Annechien de Vocht)
- 2009: De zwijnen - Geoffrey (gezelschap Stichting Het Laagland, regie: Loes van der Staak)
- 2009: Krampig (gezelschap Het Huis van Bourgondië, Stichting Het Laagland, Toneelacademie regie: Loes van der Staak)
- 2008: Laat ons vrezen - (Toneelacademie, regie: Lotte Bos & Hanna van Mourik Broekman)
- 2008: Screaming Aaargh - (gezelschap Young Gangsters, regie: Lotte Bos & Annechien de Vocht)
- 2006: Sloophout - (gezelschap De Noorderlingen, regie: Brenda Hauer, Koen Jantzen & Lies van der Wiel)
- 2006: Houdt Moed deel 2 - (gezelschap De Noordelingen, regie: Ine te Rietstap)
- 2005-2006: In Exil - (gezelschap De Noorderlingen, regie: Pauline Kalker & Guido Kleene)
- 2005: Overgewicht - (gezelschap De Noorderlingen, regie: Guido Kleene)